# Masters de Shanghái
El Masters de Shanghái es un torneo oficial de tenis que se disputa anualmente en Shanghái (China) desde 2009. Este torneo forma parte de los ATP Masters 1000 del circuito masculino de la ATP, y por tanto es el torneo de tenis más importante de Asia.
Se juega en canchas duras al aire libre en el Qizhong Forest Sports City Arena, en el distrito de Minhang y se lleva a cabo a principios de octubre. El torneo no se celebró desde el año 2020 hasta el 2022 debido a las restricciones de viaje de China relacionadas con la pandemia de COVID-19.

## Historia
El Masters 1000 de Shanghái se creó para cumplir el deseo de la ATP Tour y de la Asociación China de Tenis de desarrollar el mercado del tenis en China y Asia en general. En marzo de 2007, la ATP anunció que su cambio de marca de 2009 también sería la ocasión para utilizar las instalaciones de Qizhong y la organización de la Tennis Masters Cup para albergar un evento ATP Tour Masters 1000 en la ciudad, el equivalente a lo que entonces eran los ATP Masters Series.
Al torneo de Shanghái se le dio el lugar de octubre en el calendario, anteriormente ocupado por el Masters de Madrid en pista dura cubierta, pero se iba a celebrar como un torneo de superficie dura al aire libre, reduciendo así el número de eventos Masters bajo techo a uno, siendo ese el Masters de París. El torneo español se trasladó a pistas de tierra batida al aire libre durante la temporada europea de primavera sobre tierra batida. La Tennis Masters Cup se convirtió en las ATP Finals y se trasladó a Londres, Reino Unido.
En junio de 2022, la ATP anunció algunos cambios en el calendario ATP para el próximo año. El evento ATP Masters 1000 de Shanghái, junto con los de Roma y Madrid, ahora se disputarían durante dos semanas a partir de 2023, convirtiéndose así en eventos de 12 días al igual que los Masters de Indian Wells y Miami.

## Palmarés

### Individual masculino
| Año                       | Campeón                                  | Subcampeón                               | Resultado                                |
| ------------------------- | ---------------------------------------- | ---------------------------------------- | ---------------------------------------- |
| ↓ ATP Tour Masters 1000 ↓ |                                          |                                          |                                          |
| 2009                      | Nikolay Davydenko                        | Rafael Nadal                             | 7-6(3), 6-3                              |
| 2010                      | Andy Murray                              | Roger Federer                            | 6-3, 6-2                                 |
| 2011                      | Andy Murray                              | David Ferrer                             | 7-5, 6-4                                 |
| 2012                      | Novak Djokovic                           | Andy Murray                              | 5-7, 7-6(11), 6-3                        |
| 2013                      | Novak Djokovic                           | Juan Martín del Potro                    | 6-1, 3-6, 7-6(3)                         |
| 2014                      | Roger Federer                            | Gilles Simon                             | 7-6(6), 7-6(2)                           |
| 2015                      | Novak Djokovic                           | Jo-Wilfried Tsonga                       | 6-2, 6-4                                 |
| 2016                      | Andy Murray                              | Roberto Bautista                         | 7-6(1), 6-1                              |
| 2017                      | Roger Federer                            | Rafael Nadal                             | 6-4, 6-3                                 |
| 2018                      | Novak Djokovic                           | Borna Ćorić                              | 6-3, 6-4                                 |
| 2019                      | Daniil Medvédev                          | Alexander Zverev                         | 6-4, 6-1                                 |
| 2020- 2022                | No disputado por la Pandemia de COVID-19 | No disputado por la Pandemia de COVID-19 | No disputado por la Pandemia de COVID-19 |
| 2023                      | Hubert Hurkacz                           | Andrey Rublev                            | 6-3, 3-6, 7-6(8)                         |
| 2024                      | Jannik Sinner                            | Novak Djokovic                           | 7-6(4), 6-3                              |

### Dobles masculino
| Año                       | Campeones                                | Subcampeones                             | Resultado                                |
| ------------------------- | ---------------------------------------- | ---------------------------------------- | ---------------------------------------- |
| ↓ ATP Tour Masters 1000 ↓ |                                          |                                          |                                          |
| 2009                      | Julien Benneteau Jo-Wilfried Tsonga      | Mariusz Fyrstenberg Marcin Matkowski     | 6-2, 6-4                                 |
| 2010                      | Jürgen Melzer Leander Paes               | Mariusz Fyrstenberg Marcin Matkowski     | 7-5, 4-6, [10-5]                         |
| 2011                      | Max Mirnyi Daniel Nestor                 | Michael Llodra Nenad Zimonjic            | 3-6, 6-1, [12-10]                        |
| 2012                      | Leander Paes Radek Štěpánek              | Mahesh Bhupathi Rohan Bopanna            | 6-7(7), 6-3, [10-5]                      |
| 2013                      | Ivan Dodig Marcelo Melo                  | David Marrero Fernando Verdasco          | 7-6(2), 6-7(6), [10-2]                   |
| 2014                      | Bob Bryan Mike Bryan                     | Julien Benneteau Édouard Roger-Vasselin  | 6-3, 7-6(3)                              |
| 2015                      | Raven Klaasen Marcelo Melo               | Simone Bolelli Fabio Fognini             | 6-3, 6-3                                 |
| 2016                      | John Isner Jack Sock                     | Henri Kontinen John Peers                | 6-4, 6-4                                 |
| 2017                      | Henri Kontinen John Peers                | Łukasz Kubot Marcelo Melo                | 6-4, 6-2                                 |
| 2018                      | Łukasz Kubot Marcelo Melo                | Jamie Murray Bruno Soares                | 6-4, 6-2                                 |
| 2019                      | Mate Pavić Bruno Soares                  | Łukasz Kubot Marcelo Melo                | 6-4, 6-2                                 |
| 2020- 2022                | No disputado por la Pandemia de COVID-19 | No disputado por la Pandemia de COVID-19 | No disputado por la Pandemia de COVID-19 |
| 2023                      | Marcel Granollers Horacio Zeballos       | Rohan Bopanna Matthew Ebden              | 5-7, 6-2, [10-7]                         |
| 2024                      | Wesley Koolhof Nikola Mektić             | Máximo González Andrés Molteni           | 6-4, 6-4                                 |

## Ganadores múltiples en individuales

### Masculino
| Jugador        | Títulos | Subtítulos | Años campeonatos       | Años subcampeonatos |
| -------------- | ------- | ---------- | ---------------------- | ------------------- |
| Novak Djokovic | 4       | 1          | 2012, 2013, 2015, 2018 | 2024                |
| Andy Murray    | 3       | 1          | 2010, 2011, 2016       | 2012                |
| Roger Federer  | 2       | 1          | 2014, 2017             | 2010                |